# Código de los Niños y Adolescentes
El Código de los Niños y Adolescentes es el cuerpo legal que reúne las bases de ordenamiento jurídico en los derechos de los niños y adolescentes del Perú. Fue aprobado oficialmente en 1994 y actualizado en 2000 y en 2014.

## Estructura
- Título preliminar
- Libro I: Derechos y libertades
- Libro II: Sistema nacional de atención integral al niño y el adolescente
- Libro III: Instituciones familiares
- Libro IV: Administración de justicia especializada en el niño y el adolescente
- Libro V: Comportamiento familiar del niño o adolescente

## Casos notables
En 2004,  el Tribunal de Ética del Consejo de la Prensa Peruana citó el artículo 6 del Código de los Niños y Adolescentes para exigir a un medio local que no difundiera la identidad de los menores de edad en hechos que comprometían actos ilícitos.
En 2018, el Colegio de Periodistas de Lima denunció que se había revelado la identidad de la niña María Jimena, cuyo fallecimiento había despertado un debate sobre el aumento de la violencia sexual contra los niños en el país. En este caso, el fallecimiento de la persona y la denuncia de sus familiares en los medios de comunicación eximen en parte la obligación de mantener su identidad en reserva, como exigía el código.